# Stesichora pieridaria
Stesichora pieridaria är en fjärilsart som beskrevs av Achille Guenée. Stesichora pieridaria ingår i släktet Stesichora och familjen Uraniidae. Inga underarter finns listade i Catalogue of Life.